# Чарыев, Ата
Ата Чарыев (туркм. Ata Çaryýew, 1932 год, с. Рахат, Иолотанский район, Туркменская ССР, СССР) — туркменский государственный деятель, дипломат.

## Биография
Родился в селе Рахат (позже - Туркмен-Калинский район).
В 1955 году окончил окончил Туркменский сельскохозяйственный институт.
Работал оператором, старшим инженером в системе Минводхоза Туркменистана (1955—1959), начальником отделения временной эксплуатации Каракумского канала им. В. И. Ленина (1959—1961), главным инженером треста «Туркменгидрострой», управляющим трестом «Каракумстрой» (1961—1977), начальником «Главкаракумстроя», Председателем Госкомводсельстроя Туркменистана (1977—1991).
1992—1992 — заместитель Председателя Кабинета министров Туркменистана.
06.1992 — 29.11.1993 — Чрезвычайный и Полномочный Посол Туркменистана в Иране.
29 ноября 1993 года уволен в связи с выходом на пенсию.

## После отставки
Жил в Ашхабаде. В 1997 году участвовал в программе радио «Свобода» с критикой в адрес руководства государства и правительства.

## Награды и звания
- Орден Ленина (8.03.1980)[1]
- Орден Октябрьской Революции
- Орден «Знак Почёта»
- Медаль «За трудовое отличие»
- Заслуженный строитель Туркменской ССР.